# Ethnikos Piräus
Ethnikos Piräus (griechisch Εθνικός Πειραιώς) ist ein griechischer Sportverein mit langer Tradition, der aus Piräus stammt und aktuell (2019/20) in der vierten  Fußballliga, der Gamma Ethniki spielt. Die Heimspiele finden im Stadio Kallitheas Grigóris Lamprákis statt.

## Spieler
- Thomas Rohrbach (1975–1975)
- Joël Epalle (1998–2001)
- Marco Förster (2001–2002)
- Giovanni (2006–2007)
- Ioannis Masmanidis (2010)

## Trainer
- Lukas „Harry“ Aurednik (1962–63)
- Vic Buckingham (1968)
- Bob Houghton (1980)
- Heinz Höher (1981)
- Timo Zahnleiter (1996)
- Todor Veselinović (1997–1998)
- Howard Kendall (1998–1999)